# Gaétan Boucher
Gaétan T. Boucher (* 10. května 1958 Charlesbourg, Québec) je bývalý kanadský rychlobruslař.
Prvních mezinárodních závodů se zúčastnil v roce 1975, kdy debutoval na juniorském i seniorském světovém vícebojařském šampionátu. V roce 1976 skončil na Mistrovství světa juniorů čtvrtý, na seniorském Mistrovství světa ve sprintu devátý. Startoval také na Zimních olympijských hrách 1976, kde byl nejlépe šestý na kilometrové distanci, kromě toho dosáhl shodně 14. místa v závodech na 500 m a 1500 m. Na světovém sprinterském šampionátu 1979 získal první medaili, stříbrnou, kterou následující rok obhájil. Ze zimní olympiády 1980 si přivezl stříbro ze závodu na 1000 m, dále byl osmý na poloviční trati a patnáctý na patnáctistovce. Další cenný kov, rovněž stříbro, vybojoval na Mistrovství světa ve sprintu 1982. Jeho nejúspěšnější sezónou byl ročník 1983/1984, kdy vyhrál světový sprinterský šampionát a na ZOH 1984 získal dvě zlaté (1000 m, 1500 m) a jednu bronzovou (500 m) medaili. V roce 1985 skončil druhý na Mistrovství světa ve sprintu, v dalších letech se již umisťoval ve druhé desítce. Závodů prvního ročníku Světového poháru se premiérově zúčastnil na podzim 1985. Startoval také na Zimních olympijských hrách 1988, kde se nejlépe umístil na pátém místě na trati 1000 m, dále byl devátý na 1500 m a čtrnáctý na 500 m. Po sezóně 1987/1988 ukončil sportovní kariéru.
V roce 1984 obdržel cenu Oscara Mathisena.